# GSC3699-2166
GSC3699-2166 — хімічно пекулярна зоря спектрального класу A0, що має видиму зоряну величину в смузі V приблизно 12,3.